# Нурдбаева, Динара
Динара Нурдбаева (узб. Dinara Nurdbayeva; род. 24 июля 1976, Ташкент) — узбекистанская фигуристка, выступавшая в танцах на льду. Участница зимних Олимпийских игр 1994 года.

## Биография
Динара Нурдбаева родилась 24 июля 1976 года в Ташкенте.
В 1994 году вошла в состав сборной Узбекистана на зимних Олимпийских играх в Лиллехаммере. В танцах на льду вместе с Муслимом Саттаровым заняли последнее, 21-е место, набрав 42,0 балла и уступив 38,6 балла завоевавшим золото Оксане Грищук и Евгению Платову из России.
В том же году участвовала в чемпионате мира в Тибе. В танцах на льду вместе с Муслимом Саттаровым заняли в обязательной программе 33-е место, опередив по сумме мест только Кристине Зайдель и Дункан Смит из Австралии и Фиону Кирк и Клинтона Кинга из ЮАР, и не попали в произвольную.